# سلطین
سلطین (ترکی آذربایجانی: Salatın یا Salatınkənd) یک منطقهٔ مسکونی در جمهوری آرتساخ است که در استان شوشی واقع شده‌است. این روستا محل کشته‌شدن روزنامه‌نگار اهل جمهوری آذربایجان، سلطین عسگراوا بود، که در دوران جنگ قره‌باغ کشته شد. پس از آن روستا به افتخار او تغییر نام یافت.